# Stefan Häusl
Stefan Häusl (* 19. Juni 1976 in Salzburg) ist ein österreichischer Freeride-Sportler und gilt als Österreichs erfolgreichster männlicher Skifahrer der Freeride World Tour. Der staatlich geprüfte Skilehrer, Skiführer und Trainer fuhr 9 Jahre auf der Freeride World Tour und konnte zahlreiche Podestplätze gewinnen. Darüber hinaus ist er in Dokumentar- und Skifilmen zu sehen.

## Biografie
Stefan Häusl wurde in Salzburg geboren und wuchs in Saalfelden auf. Das Skifahren begann er mit drei Jahren. Er war Nachwuchs-Skirennfahrer, bis er die Karriere verletzungsbedingt beendete. Mit 17 Jahren begann er seine Skilehrer-Ausbildung und wurde mit 21 Jahren staatlich geprüfter Skilehrer. Nach absolvierter Ausbildung zum Skiführer wurde er anschließend zum Ausbilder in der staatlichen Skilehrer-Ausbildung Österreich. Die Sommermonate verbrachte Häusl in Australien, wo er vier Jahre beim Race Department Mt. Buller in Australien arbeitete. Im Winter war er für sieben Jahre in der vom ÖSV betriebenen Skiakademie St. Christoph tätig.

### Wettkampfkarriere
Seinen ersten Freeride-Wettkampf fuhr Häusl im Jahr 1999 in Kanada. Beim Powder 8 wurde er gemeinsam mit Thomas Dietrich Weltmeister. Im folgenden Jahr belegten sie Rang 3. Er entschloss sich, sich dem Freeride-Sport professionell zu widmen. Bei seinem ersten europäischen Wettbewerb in Verbier, dem Verbier Ride, erreichte er den 7. Platz und verbesserte sich bei seinem zweiten Wettbewerb in Riksgränsen auf den 4. Platz.
Im Jahr 2009 gewann Häusl die Freeride World Qualifier Tour und hatte sich somit für die Freeride World Tour 2010 qualifiziert, die er anschließend mit dem 7. Rang in der Gesamtwertung bestritt. Seinen ersten Sieg auf der Freeride World Tour konnte er im Jahr 2011 auf österreichischem Boden in Fieberbrunn feiern. Im selben Jahr trat er als Führender in der Gesamtbewertung beim letzten Wettkampf der Tour in Verbier an. Er stürzte allerdings und fiel somit auf den 4. Platz der Gesamtwertung.
Im März 2018 gab er seinen Rücktritt aus dem Wettkampfgeschehen bekannt. Nach Anzahl der Platzierungen auf der Freeride World Tour ist er der erfolgreichste männliche Freeride-Skifahrer Österreichs aller Zeiten.

### Filmkarriere
Neben der Teilnahme an Freeride-Wettkämpfen begann er darüber hinaus, bei Skifilm-Produktionen mitzuwirken. 2004 erschien sein erster Skifilm Spirit of Ski. Es folgten 9 weitere Filmproduktionen wie die preisgekrönten Filme Dasein und Schneewallfahrt, produziert von Hanno Mackowitz.
Nach der Beendigung seiner aktiven Wettkampfkarriere konzentrierte sich Häusl auf das Skifahren vor der Kamera. Seine Ziele sind von nun an große und alpine Linien. Als staatlich geprüfter Trainer unterrichtet er den Freeride-Nachwuchs. Er betreut das Freeride Team des Skiclub Arlbergs.

## Sportliche Erfolge
- 4. Rang in der Gesamtbewertung der Freeride World Tour 2011
- 1. Platz beim Freeride World Tour Wettkampf in Fieberbrunn 2011
- 9 Top-5-Ergebnisse als Athlet der Freeride World Tour

- 1. Rang der Freeride World Qualifying Tour 2009
- 1. Rang Engadin Snow 2008
- 1. Rang Powder 8 Weltmeisterschaften in Blue River, Kanada 1999
- 1. Rang Weißer Rausch St. Anton am Arlberg 2006

| Jahr | 1       | 2   | 3   | 4   | 5   | 6   | WM-Rang |
| ---- | ------- | --- | --- | --- | --- | --- | ------- |
| 2010 | 20.     | 6.  | 14. | 11. |     |     | 7.      |
| 2011 | 10.     | 8.  | 3.  | 1.  | 5.  | 11. | 4.      |
| 2012 | 18.     | 9.  | 4.  | 12. | 5.  | 12. | 12.     |
| 2013 | 28.     | 11. | 11. | 28. | 4.  | 14. | 13.     |
| 2014 | 4.      | 35. | 6.  | 22. | 14. |     | 10.     |
| 2015 | 15.     | 7.  | 20. | 10. |     |     | 15.     |
| 2016 | 8.      | 5.  | 7.  | 8.  |     |     | 8.      |
| 2017 | 25. DNF | -   | -   | -   | -   | -   | -       |
| 2018 | 19.     | 21. | 17. | 11. |     |     | 22.     |

## Filme
Wie einige Freeride World Tour Mitstreiter wirkt Stefan Häusl in zahlreichen Filmproduktionen mit, wovon zwei Produktionen ausgezeichnet wurden:
- 2014: Schneewallfahrt – Jurypreis – Filmfest St. Anton[4]
- 2014: Dasein – Best Movie Award – Adventure Outdoor Fest Innichen[5]

### Filmografie
(Quelle:)
- 2004: Spirit of Ski
- 2005: Elements
- 2006: Spirit of Ski 3
- 2007: Hike2Ride
- 2008: Hike 3
- 2012: Lost and Found
- 2013: DASEIN
- 2015: SCHNEEWALLFAHRT
- 2016: SPURTREU
- 2019: Servus TV Bergwelten „Nadine Wallner“